# Paramigdolus tetropioides
Paramigdolus tetropioides är en skalbaggsart som först beskrevs av Leon Fairmaire 1893.  Paramigdolus tetropioides ingår i släktet Paramigdolus och familjen långhorningar. Inga underarter finns listade i Catalogue of Life.